# Xanthopiodus
Xanthopiodus is een kevergeslacht uit de familie van de boktorren (Cerambycidae). De wetenschappelijke naam van het geslacht werd voor het eerst geldig gepubliceerd in 1897 door Fairmaire.

## Soorten
Xanthopiodus omvat de volgende soorten:
- Xanthopiodus angulicollis Fairmaire, 1897
- Xanthopiodus hiekei Vives, 2001
- Xanthopiodus oculatus Villiers, Quentin & Vives, 2011